# Бухгольц, Фёдор Фёдорович
Фёдор Фёдорович Бу́хгольц (Теодор Александр Фердинанд Бухгольц, Бу́ххольтц; 9 [21] июня 1857, Влоцлавек, Варшавская губерния — 7 мая 1942, Ленинград) — русский живописец-жанрист и график немецкого происхождения, сторонник академизма, второстепенная фигура среди петербургских художников времён контрреформ и Серебряного века, педагог; супруг скульптора Марии Диллон. Один из учредителей Общества имени Куинджи (в 1909), также состоял членом и экспонентом ряда творческих группировок Петербурга — Петрограда — Ленинграда.

## Биография
Родился в семье владельца влоцлавской типографии Теодора Густава Бухгольцa и его жены Элеоноры Фотке.
Окончил реальную гимназию в родном городе. В 1878 году поступил в Императорскую Академию художеств; учился под руководством П. П. Чистякова и В. И. Якоби.
В 1880 году за эскиз картины «Иоанн III свергает ханское иго» (сохранился в Музее Академии художеств) и в 1882 году за рисунок и живописный этюд с натуры удостоен трёх малых серебряных медалей.
В 1884 году за рисунок и этюд был награждён двумя большими серебряными медалями, в 1885-м представил в Совет Академии художеств программную картину «Дедал и Икар», за которую получил малую золотую медаль и звание классного художника II степени.
Будучи учащимся Академии художеств, начал работать как график, сотрудничал в журналах «Нива», «Север», «Родина». С 1891 года — член петербургского Товарищества русских художников-иллюстраторов.
С 1888 года принимал участие в выставках Академии художеств, Общества русских акварелистов, Санкт-Петербургского общества художников; экспонент 19-й выставки передвижников (1891–1892).
В 1893—1919 годах преподавал в Рисовальной школе Общества поощрения художеств.
После революции 1917 года участвовал в развитии агитационно-массового искусства, оформлял революционные праздники. В 1918 году, к первой годовщине Октябрьского переворота, разработал эскизы красочного убранства Петрограда — Большого проспекта на Васильевском острове, триумфальной арки в Гавани.
Член АХРР с 1924 года, член Союза художников с 1932 года.
В 1919—1932 годах преподавал в средних учебных заведениях, домах культуры и клубах Петрограда — Ленинграда, профессор.
Скончался во время блокады Ленинграда, похоронен на Смоленском лютеранском кладбище (уч. 98) рядом с супругой — скульптором Марией Диллон и двумя её сёстрами.

## Творчество
Писал, главным образом, картины на исторические темы и жанровые полотна. Среди живописных произведений художника — также портреты, картины на социально-бытовые темы, пейзажи («Большой канал. Венеция» (1898), Ростовский областной музей изобразительных искусств; «И. Е. Репин среди друзей», акварель (1900), «Вилла Сальво. Лугано» (1913, обе в Русском музее); «Безработица» (1906, Национальный художественный музей Республики Беларусь, Минск).
В конце XIX века в его творчестве стал преобладать стиль сецессии. После революции 1917 — автор картин на темы социального строительства.

## Галерея
|  |  |  |  |